# The Asian Journal of Mathematics
The Asian Journal of Mathematics ist eine in englischer Sprache erscheinende mathematische Fachzeitschrift, die von International Press seit 1997 herausgegeben wird. Ihr Sitz ist an der Chinese University of Hongkong.
Sie veröffentlicht Forschungsarbeiten und Überblicksartikel aus allen Gebieten der reinen und der theoretischen angewandten Mathematik.